# ゲットウ
ゲットウ（月桃、学名：Alpinia zerumbet）は、ショウガ科ハナミョウガ属（アルピニア属）（Alpinia）の常緑性多年草。沖縄の地方名で、サンニン、サニンなどともよばれる。

## 名称
名前は台湾での現地名で、漢名の「月桃」の読みから。また、花の蕾が桃のような形をしていることから「月桃」と名づけられた。荷をくくるのに使うことから大東島や八丈島では「ソウカ」、小笠原諸島では「ハナソウカ」とも呼ばれる。
沖縄県では「サンニン」とも呼ばれる。由来は、ハナミョウガなどの種子塊で、漢方健胃薬で使用される「砂仁（シャジン）」に基づくが、但し解釈は諸説ある。また、「サニ」「サニン」「サヌイン」「サネン」「ムチガシャ」「ムチザネン」「マームチハサー」と呼ぶ地域もある（クマタケランも同じくこう呼ばれることがある）。
学名がAlpinia speciosaと記載されていたこともあるが、同じ学名がついていたトーチジンジャー（Etlingera elatior）との混同を防ぐためA. zerumbetが一般化した。なお現在、トーチジンジャーはEtlingeraに属するため、A. speciosaは本種のみである。

## 分布
原産地は東南アジア、インド南部。熱帯から亜熱帯アジアに分布し、日本では沖縄県から九州南部に分布し、沖縄に広く自生している。

## 特徴
地下茎は横に這い、あちこちから地上に偽茎を立てる。偽茎は高さ2mほどになり、先端の方に互生するように大きな葉をつける。葉は楕円形で緑、やや硬くて艶がある。
5 - 6月に偽茎の先端から総状花序を出す。花序はやや垂れ下がり、赤い縁取りの入った白い苞に包まれた蕾が並び、その先が開くとそこから突き出すように大きな白い花を咲かせる。花弁は厚みがあり、蝋細工のような手触り。唇弁は黄色で、中央に赤い縞模様がある。9月 - 10月に赤い実を結ぶ。

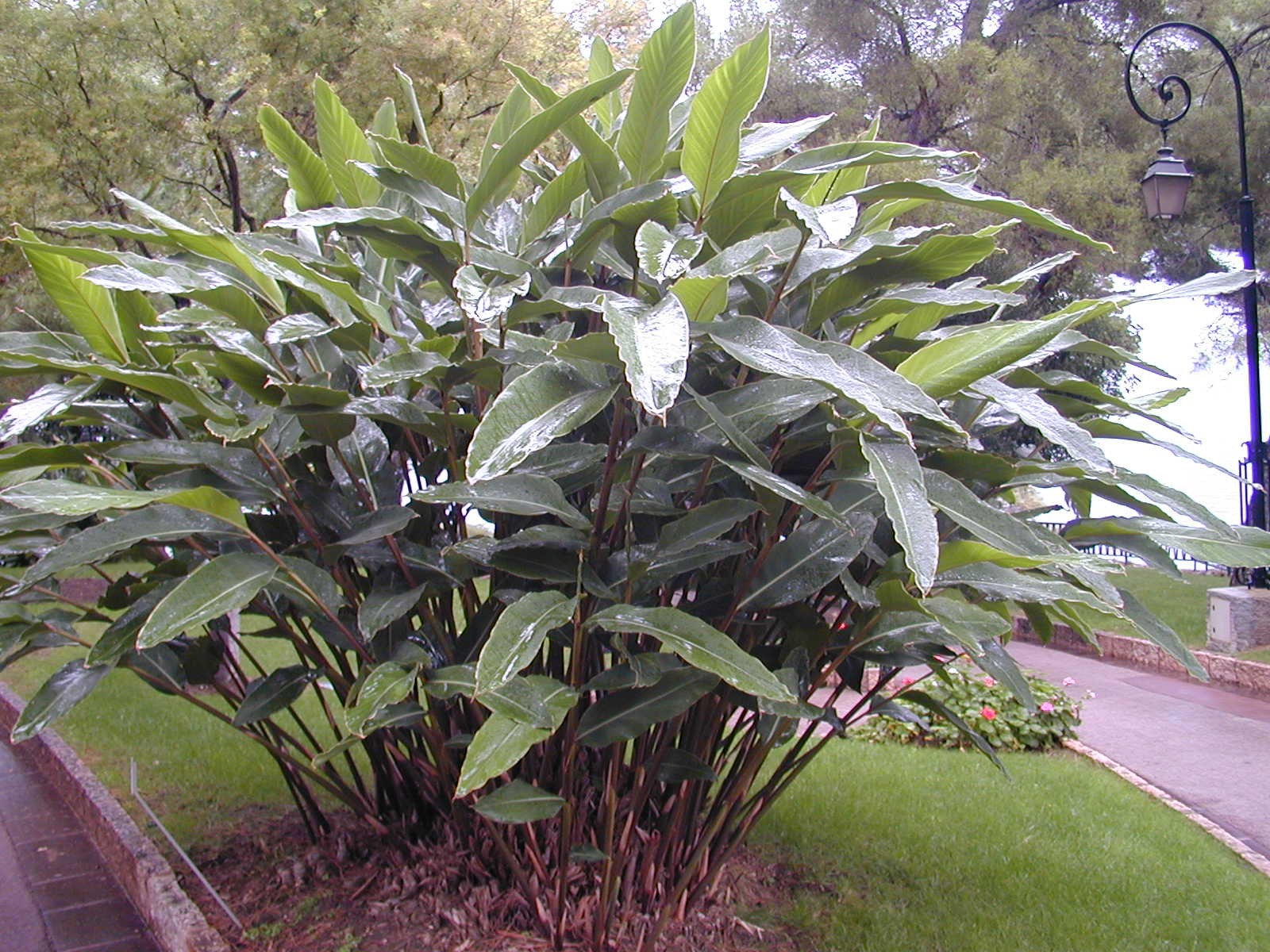
草姿
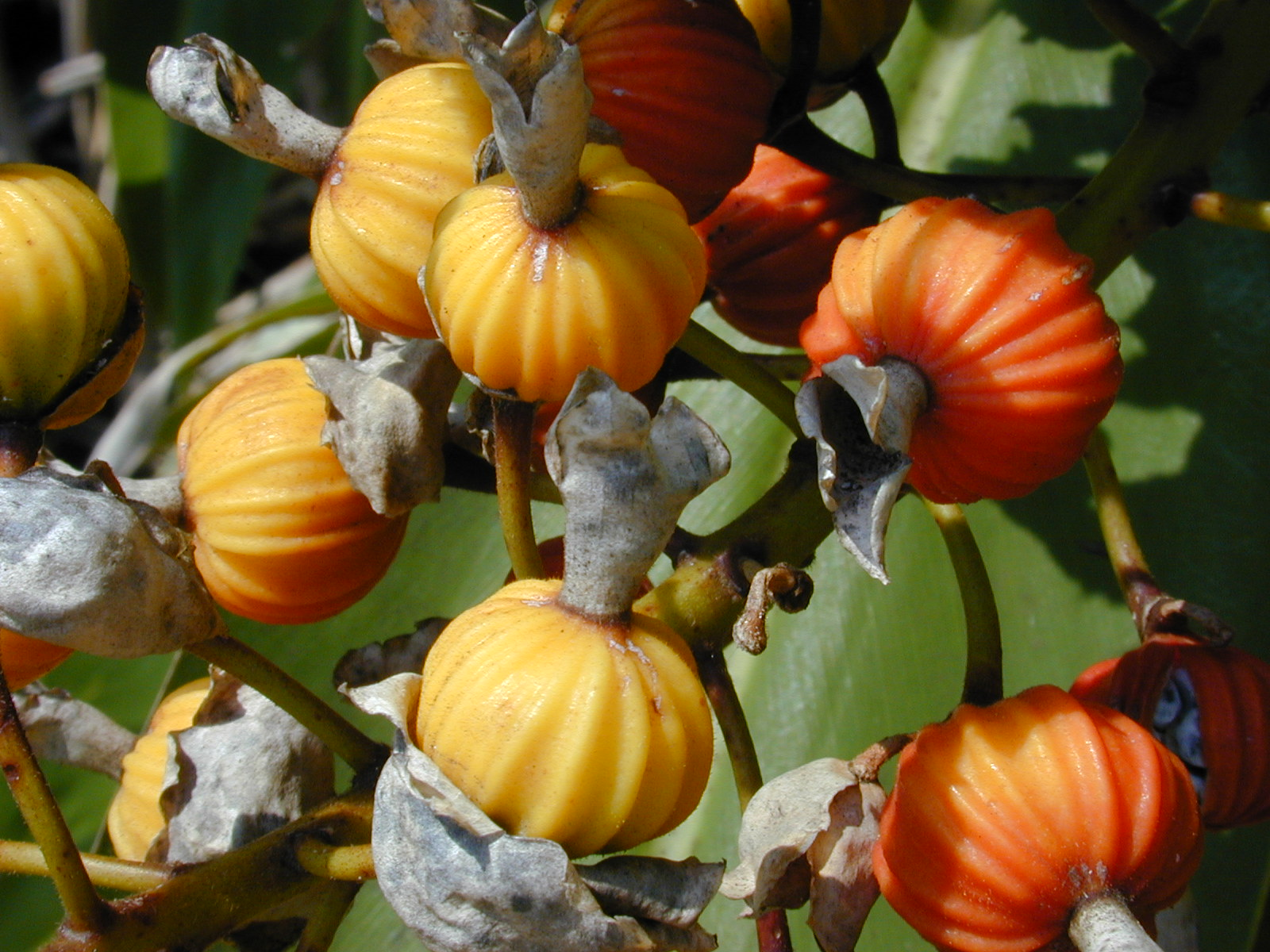
果実と種子

## 利用
種・花・果実・葉・根茎が利用され、飲料用、食用、滋養保健、薬用に使われる。高い抗菌力と防腐作用のほか、去痰作用から気管支炎や鼻炎に効果があるといわれている。葉から取った油が甘い香を放つので、アロマオイルや香料として使用されたり、虫よけの効果もある。特に変種のハナソウカ（Alpinia zerumbet var. excelsa Funak.&T.Y.Ito）には精油含量が多い。
種子は乾燥させ、主に健胃、整腸の効果を持つ薬として使用。または飲用される月桃茶には、ポリフェノールを多く含んでいる。
奄美群島では、よもぎ餅をクマタケランやゲットウの葉で包んだかしゃもちが食されている。
抽出成分に、高い植物ウイルス防除効果があることを、岡山県農林水産総合センター生物科学研究所と東京大学が発見している。

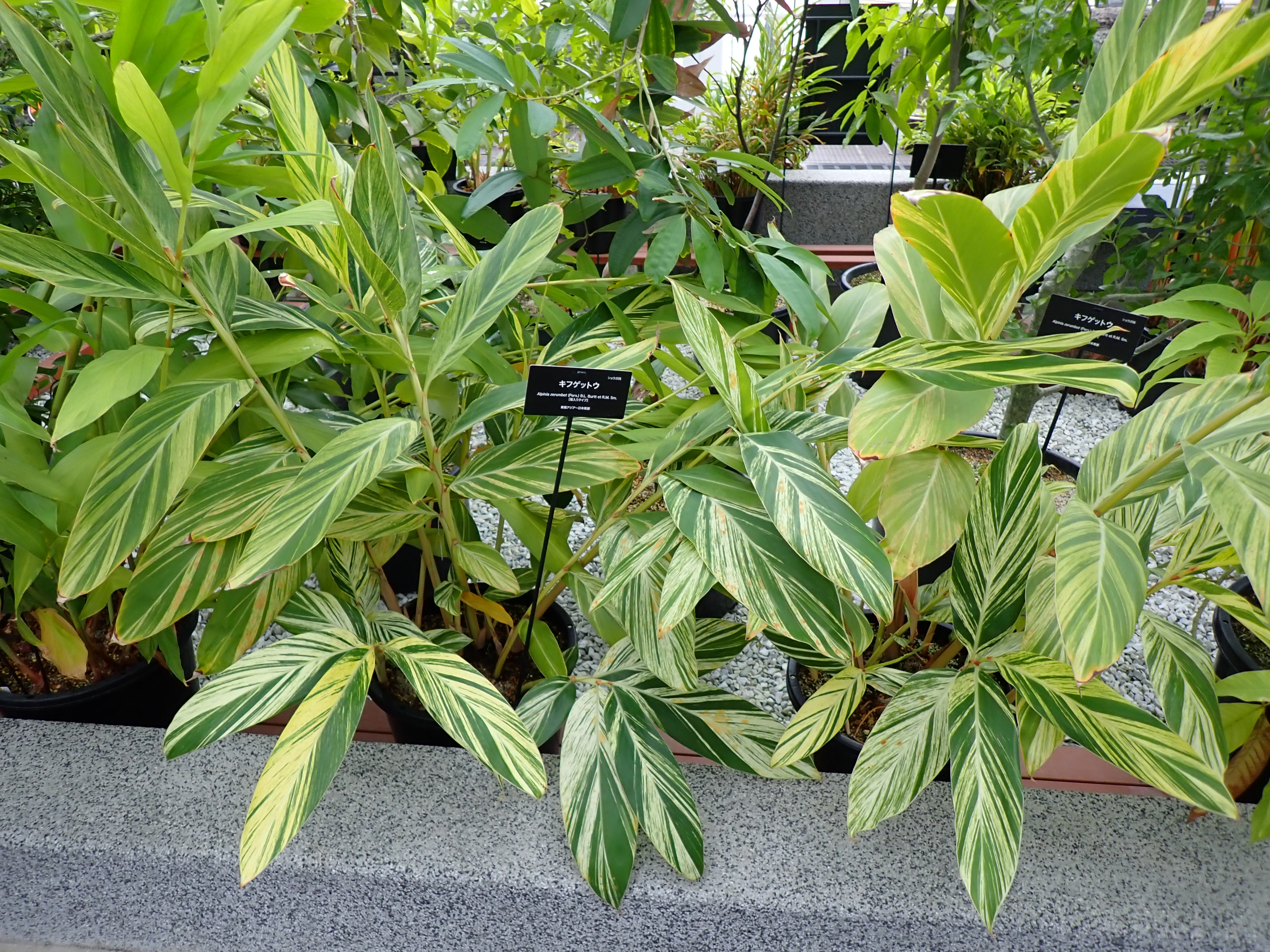
キフゲットウ
（2024年11月 東山動植物園）

斑入りのものを黄斑月桃（キフゲットウ / Alpinia zerumbet 'Variegata'）といい、観葉植物として栽培される。ゲットウと同じハナミョウガ属にはフイリゲットウという和名の植物（Alpinia sanderae）もあるが、これはゲットウとは別種である。
クラボウが月桃と綿との混紡糸を2003年5月に開発し、沖縄県衣類縫製品工業組合が取り組むかりゆしウェアの生地として供給されている。

### 沖縄と月桃

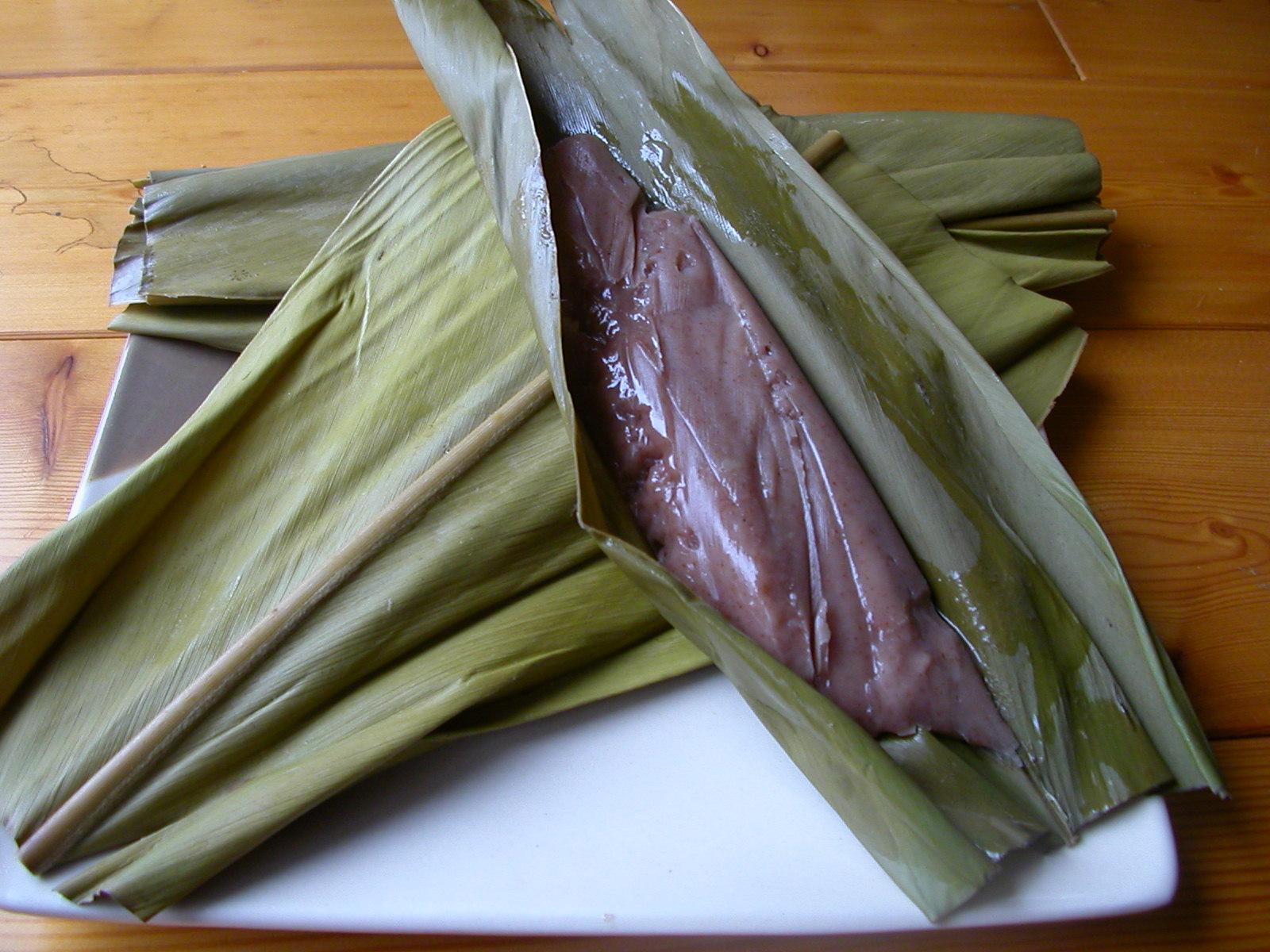
ゲットウの葉に包まれたムーチー

沖縄県では生活に密着したハーブとして浸透している。毒虫に刺されたときに、根茎を切り取って火であぶってから患部にすり込んだり、沖縄産の菓子餅ムーチーは、抗菌・防腐作用があるゲットウの葉で包んで蒸す。沖縄県ではこの用途のために需要が一定存在するが、栽培されることはあまり無く、ムーチーの季節である冬至前になると野生のゲットウが大量に収穫される。沖縄ではこの他に香り付けを兼ねて饅頭の包装に使用されたり、肉や魚を包んで蒸し焼きにしたりするなど幅広く利用されている。ブルーシールアイスクリームのフレーバーの一つにもなっている。

## 市町村の花
- 鹿児島県中種子町[12]
- 沖縄県竹富町[13]